# Jean de Caraman
Jean de Caraman  (nascido em Cahors, França por volta de 1320 — falecido em 1º de agosto de 1361)  foi um cardeal francês da Igreja Católica e sobrinho-neto do Papa João XXII.

## Biografia
Ele era um membro da poderosa família d'Eude, filho de Arnaud Duese e Marguerite de l'Isle Jourdain.
Seu avô, Pierre Duèze, irmão do Papa João XXII, havia obtido o título de Visconde de Caraman (ou Carmaing), então seus descendentes adotaram como sobrenome de família. Seu sobrenome também está documentado como Caramagne d'Euse, Caramagna, Carmin ou Carmaing.
Ele foi protonotário apostólico e cônego do capítulo da catedral metropolitana de Tours além de reitor de Barjols, na Diocese de Fréjus.
Ele foi criado cardeal-diácono de São Jorge em Velabro no consistório de 17 de dezembro de 1350. Participou do conclave de 1352, que elegeu o Papa Inocêncio VI.
Durante sua vida, travou um debate com um dos principais expoentes do humanismo, Francesco Petrarca.
Ele morreu de peste negra em 1º de agosto de 1361 em Saint-Félix, diocese de Lavaur e foi enterrado em Avinhão.